# Disc golf
El disc golf, también conocido como frisbee golf, es un deporte incluido en los Juegos Mundiales. Se juega como el golf, pero en vez de usar bola y palos, los jugadores lanzan un disco volador o frisbee, y en vez de en hoyos, han de acertar a colocar el disco en cestas con cadenas.
Este deporte suele jugarse en un campo de 9 o 18 hoyos (canastas). Los jugadores completan un hoyo lanzando un disco desde un tee pad o área de salida hacia una canasta, lanzando de nuevo desde donde cayó el lanzamiento anterior, hasta alcanzar la canasta. Las cestas están formadas por alambre con cadenas colgantes por encima de la cesta, diseñadas para atrapar los discos entrantes, que luego caen en la cesta. Por lo general, el número de lanzamientos que un jugador utiliza para llegar a cada cesta se cuenta (a menudo en relación con el par), y los jugadores tratan de completar cada hoyo en el menor número de lanzamientos totales. El par es el número de golpes que un jugador experto se espera que haga para un determinado hoyo o un grupo de hoyos (por lo general 9 o 18).
El juego se practica en unos 40 países y, para el 26 de abril de 2023, el número de miembros activos de la Professional Disc Golf Association (PDGA) en todo el mundo era de 107 853.

## Historia
El disc golf moderno comenzó a principios de la década de 1960, pero existe un debate sobre a quién se le ocurrió la idea primero. El consenso es que varios grupos de personas jugaron de forma independiente a lo largo de la década de 1960. Los estudiantes de la Universidad Rice de Houston (Texas), por ejemplo, celebraban torneos con árboles como objetivos ya en 1964, y a principios de la década de 1960, los jugadores del Pendleton King Park de Augusta (Georgia) lanzaban frisbees a cubos de basura con barriles de 50 galones designados como objetivos. En 1968, los adolescentes de las zonas de las calles Anacapa y Sola también jugaban al frisbee golf en el Alameda Park de Santa Bárbara (California). En la zona había gazebos, fuentes de agua, farolas y árboles. Esto tuvo lugar durante varios años y todavía existe un disco Alameda Park edición coleccionista, aunque raro, ya que se hicieron pocos. Clifford Towne, de este grupo, llegó a ostentar un récord nacional de tiempo en vuelo.

### 1970s
Ed Headrick, también conocido como Steady Ed Headrick (28 de junio de 1924 - 12 de agosto de 2002) fue un inventor de juguetes estadounidense. Se le conoce sobre todo por ser el padre del frisbee moderno y del deporte y juego del disc golf.
En 1975, Headrick dejó Wham-O, donde ayudó a rediseñar el disco volador conocido como frisbee, y los lazos entre Headrick y Wham-O acabaron por romperse. Headrick dejó la empresa para empezar a trabajar por su cuenta y centrar todos sus esfuerzos en su nuevo interés, que acuñó y registró como marca Disc Golf.
En 1976, Steady Ed Headrick y su hijo Ken Headrick fundaron la primera empresa de disc golf, la Disc Golf Association (DGA,), cuyo objetivo era fabricar discos y cestas y formalizar el deporte. El primer objetivo de disc golf fue el diseño de poste de Ed, que consistía en un tubo que sobresalía del suelo.

## Campos
La mayoría de los campos de disc golf tienen 9 o 18 hoyos, y las excepciones suelen tener hoyos en múltiplos de tres. No son raros los campos de 6, 10, 12, 21, 24 o 27 hoyos. La PDGA recomienda que los campos tengan un promedio de 61-122 m (200-400 pies) por hoyo, con hoyos no más cortos de 30 m (100 pies). Los hoyos a mayor distancia en el mundo miden más de 460 m (1500 pies). Los diseñadores de campos utilizan árboles, arbustos, cambios de elevación, obstáculos de agua y variaciones de distancia, junto con zonas fuera de límites y trayectorias de vuelo obligatorias (a menudo denominadas mandos) para hacer que cada hoyo sea desafiante y único. Muchos campos incluyen múltiples posiciones de tee o múltiples posiciones de tiro para atender a jugadores de diferentes niveles de habilidad.
Muchos campos de disc golf se construyen en entornos más naturales y menos cuidados que los de golf, y requieren un mantenimiento mínimo, aunque algunos aspiran a unas condiciones inmaculadas. Los diseñadores profesionales de campos consideran la seguridad un factor crítico en el diseño de los mismos, y se preocupan de minimizar el peligro de ser golpeado por un disco volador, al tiempo que proporcionan diseños que crean estrategia en el juego y variedad en los lanzamientos para disfrutar. Los hoyos se diseñan de forma que requieran una serie de lanzamientos diferentes para desafiar a jugadores con diferentes puntos fuertes o habilidades particulares. Muchos campos son puntos centrales de organización de clubes locales de disc golf, y algunos incluyen tiendas de venta de material de disc golf. Más del 80% de los campos que aparecen en Disc Golf Course Review son públicos y gratuitos.

### Lista por países
Tres países concentran el 85% de todos los campos de disc golf del mundo: Estados Unidos (75%), Finlandia (7%) y Canadá (3%). Otros países destacados son Suecia y Estonia, que tiene la mayor densidad de campos de disc golf por kilómetro cuadrado de tierra firme de todos los países y el segundo mayor número de campos per cápita. Islandia y Finlandia tienen 150 y 111 campos por millón de habitantes, respectivamente. Fuera de Norteamérica y Europa, Japón, Australia, Nueva Zelanda y Corea del Sur son los países con más campos. Hay campos de disc golf en todos los continentes, incluidos 24 en Latinoamérica, 8 en África y uno en la Antártida. Åland se ha definido como el mayor parque de disc golf del mundo, con un campo en cada uno de los 16 municipios de Åland.
| País            | Número de campos | % del total mundial                                    | % del total mundial                                    | Por millón de habitantes                               | Por millón de habitantes                               | Por cada 10 000 km² de tierra firme                    | Por cada 10 000 km² de tierra firme                    |
| --------------- | ---------------- | ------------------------------------------------------ | ------------------------------------------------------ | ------------------------------------------------------ | ------------------------------------------------------ | ------------------------------------------------------ | ------------------------------------------------------ |
| Estados Unidos  | 7379             | 73%                                                    | 73                                                     | 21,6                                                   | 21.6                                                   | 4,5                                                    | 4.5                                                    |
| Finlandia       | 720              | 7,1%                                                   | 7.1                                                    | 129,7                                                  | 129.7                                                  | 23,7                                                   | 23.7                                                   |
| Canadá          | 360              | 3,6%                                                   | 3.6                                                    | 9,2                                                    | 9.2                                                    | 0,4                                                    | 0.4                                                    |
| Suecia          | 242              | 2,4%                                                   | 2.4                                                    | 22,7                                                   | 22.7                                                   | 5,9                                                    | 5.9                                                    |
| Estonia         | 150              | 1,5%                                                   | 1.5                                                    | 113,6                                                  | 113.6                                                  | 35,4                                                   | 35.4                                                   |
| Alemania        | 129              | 1,3%                                                   | 1.3                                                    | 1,5                                                    | 1.5                                                    | 3,7                                                    | 3.7                                                    |
| Noruega         | 124              | 1,2%                                                   | 1.2                                                    | 22,5                                                   | 22.5                                                   | 4,1                                                    | 4.1                                                    |
| Reino Unido     | 107              | 1,1%                                                   | 1.1                                                    | 1,6                                                    | 1.6                                                    | 4,4                                                    | 4.4                                                    |
| República Checa | 99               | 1%                                                     | 1                                                      | 9,4                                                    | 9.4                                                    | 12,8                                                   | 12.8                                                   |
| Francia         | 97               | 1%                                                     | 1                                                      | 1,5                                                    | 1.5                                                    | 1,5                                                    | 1.5                                                    |
| Australia       | 89               | 0,9%                                                   | 0.9                                                    | 3,3                                                    | 3.3                                                    | 0,1                                                    | 0.1                                                    |
| Dinamarca       | 76               | 0,8%                                                   | 0.8                                                    | 12,8                                                   | 12.8                                                   | 17,9                                                   | 17.9                                                   |
| Japón           | 75               | 0,7%                                                   | 0.7                                                    | 0,6                                                    | 0.6                                                    | 2,1                                                    | 2.1                                                    |
| Islandia        | 62               | 0,6%                                                   | 0.6                                                    | 164,3                                                  | 164.3                                                  | 6,2                                                    | 6.2                                                    |
| Nueva Zelanda   | 49               | 0,5%                                                   | 0.5                                                    | 9,3                                                    | 9.3                                                    | 1,9                                                    | 1.9                                                    |
| Suiza           | 36               | 0,4%                                                   | 0.4                                                    | 4,1                                                    | 4.1                                                    | 9                                                      | 9                                                      |
| Austria         | 21               | 0,2%                                                   | 0.2                                                    | 2,3                                                    | 2.3                                                    | 2,5                                                    | 2.5                                                    |
| Países Bajos    | 21               | 0,2%                                                   | 0.2                                                    | 1,2                                                    | 1.2                                                    | 6,2                                                    | 6.2                                                    |
| España          | 17               | 0,2%                                                   | 0.2                                                    | 0,4                                                    | 0.4                                                    | 0,3                                                    | 0.3                                                    |
| Corea del Sur   | 16               | 0,2%                                                   | 0.2                                                    | 0,3                                                    | 0.3                                                    | 1,6                                                    | 1.6                                                    |
| Polonia         | 12               | 0,1%                                                   | 0.1                                                    | 0,3                                                    | 0.3                                                    | 0,4                                                    | 0.4                                                    |
| Eslovaquia      | 12               | 0,1%                                                   | 0.1                                                    | 2                                                      | 2                                                      | 2,5                                                    | 2.5                                                    |
| Resto del mundo | 210              | 2,1%                                                   | 2.1                                                    |                                                        |                                                        |                                                        |                                                        |
| Total           | 10 103           | Fuente: https://www.pdga.com/course-directory/advanced | Fuente: https://www.pdga.com/course-directory/advanced | Fuente: https://www.pdga.com/course-directory/advanced | Fuente: https://www.pdga.com/course-directory/advanced | Fuente: https://www.pdga.com/course-directory/advanced | Fuente: https://www.pdga.com/course-directory/advanced |

### Tees
Un tee o área de salida de disc golf (comúnmente denominado tee box ‘caja de salida’ o la caja) es la posición de salida de un hoyo. La PDGA recomienda que el tee box no sea menor de 1,2 metros de ancho por 3 metros de largo, permitiendo un amplio espacio para correr y soltar el disco. El tee box suele ser una plataforma de hormigón, asfalto, caucho, grava o césped artificial. Algunos campos tienen césped natural con sólo la parte delantera del tee marcada. En raras ocasiones hay tee box y los jugadores comienzan desde una ubicación general basada en el diseño del campo.

### Señales
Los campos establecidos tienen señales de tee cerca de cada posición de lanzamiento. Las señales pueden mostrar un mapa sencillo del hoyo, incluyendo el tee, el objetivo, el vuelo esperado del disco, las zonas fuera de límites, los obstáculos de agua, los árboles y los caminos obligatorios. Las señales suelen incluir la distancia al hoyo y el par. Algunos campos incluyen un nombre exclusivo para el hoyo y pueden tener logotipos de patrocinadores. Muchos campos incluyen una señal más grande cerca de la entrada del campo, que tiene un mapa de todo el recorrido.

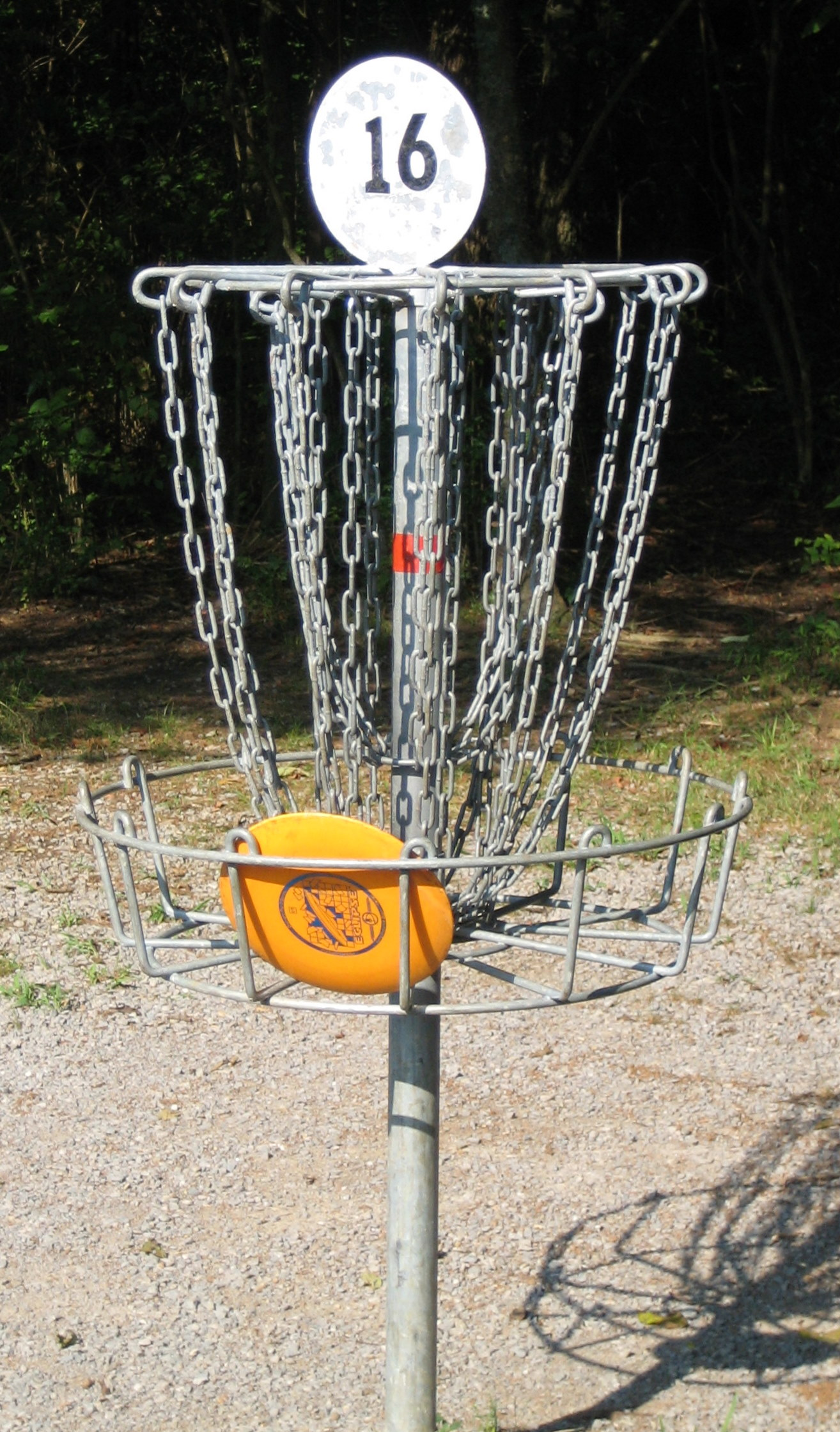
Un disco descansando en una cesta, el tipo de objetivo más común

### Objetivos
Aunque en los primeros campos se utilizaban árboles, postes de vallas o equipamiento de parques como objetivo, las cestas estándar de disc golf son, con diferencia, el tipo de objetivo más común en los campos modernos. Algunos campos cuentan con objetivos sonoros diseñados para emitir un sonido característico al golpear el disco. Las cestas de disc golf se construyen con un poste central que sostiene una cesta bajo un conjunto de cadenas colgantes. Cuando un disco golpea las cadenas, a menudo, pero no siempre, es desviado hacia la cesta. Según las reglas de la PDGA, para completar un hoyo con un objetivo en forma de cesta, el disco debe caer apoyado en la bandeja o en las cadenas por debajo del soporte de la cadena. Hay muchas marcas diferentes de cestas hechas por numerosos fabricantes.

## Jugabilidad

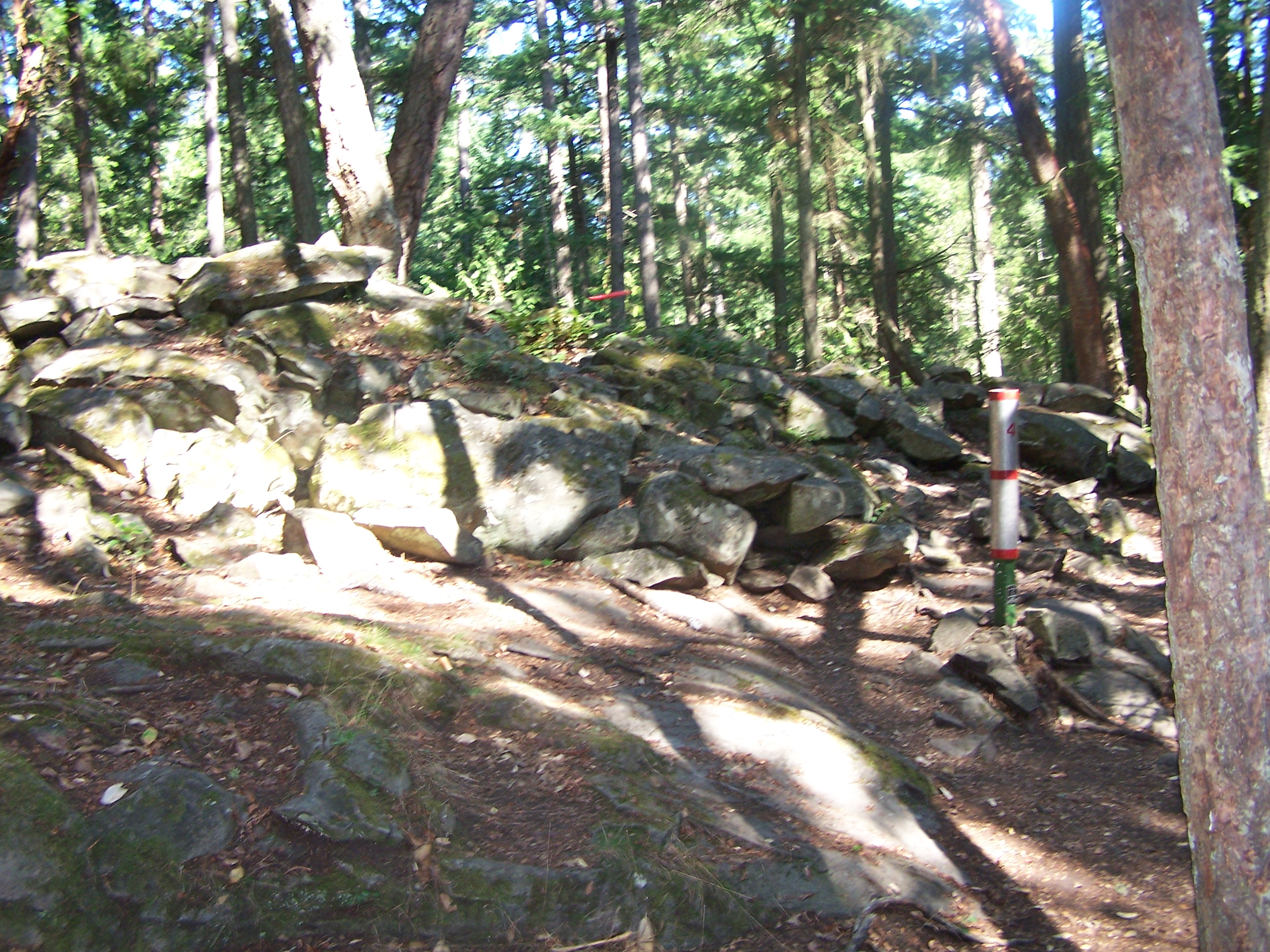
Un disco rojo navega hacia un objetivo estilo objetivo sonoro en el campo de disc golf de la isla Pender.

El disc golf es un deporte similar al golf. Se juega una ronda en un campo de disc golf que consta de un número de hoyos, normalmente 9 o 18. Cada hoyo incluye una posición de tee para empezar a jugar y un objetivo de disc golf a cierta distancia. Cada hoyo incluye una posición de tee y un objetivo a cierta distancia, a menudo con obstáculos como árboles, colinas o masas de agua en medio. Los jugadores comienzan lanzando un disco desde el tee, sin cruzar la parte delantera del tee antes de soltar el disco al lanzar. Esto podría dar lugar a una falta similar a una falta de pie de bolos en cricket. A continuación, los jugadores recorren el hoyo recogiendo el disco donde cae y lanzándolo de nuevo hasta alcanzar el objetivo. El objetivo del juego es superar el recorrido con el menor número total de lanzamientos. Normalmente se juega en grupos de cinco o menos, y cada jugador se sitúa por turnos en la caja de tee, avanzando después con el jugador más alejado del hoyo lanzando primero, mientras los demás jugadores se mantienen al margen.
Cada campo es único y, por lo tanto, requiere una combinación diferente de lanzamientos para completarlo. Los mejores jugadores intentan moldear el vuelo del disco teniendo en cuenta la distancia, el terreno, los obstáculos y el tiempo. Para facilitar los diferentes lanzamientos, los jugadores llevan una variedad de discos con diferentes características de vuelo, eligiendo un disco apropiado para cada lanzamiento. Algunos jugadores también llevan un mini disco marcador, utilizado para marcar con precisión la posición de lanzamiento antes de cada lanzamiento.  El uso de minidiscos marcadores es especialmente frecuente en el juego competitivo formal.
Muchos campos incluyen áreas fuera de límites, comúnmente llamadas "zonas OB" o simplemente "OB". Si el disco cae en estas áreas, el jugador debe añadir un lanzamiento de penalización a su puntuación y continuar el juego desde cerca de donde el disco entró en la zona fuera de límites. Algunos campos incluyen zonas fuera de límites con reglas especiales que obligan al jugador a reanudar el juego desde un área específica llamada zona de caída o que obligan al jugador a reiniciar el hoyo desde el tee. Algunos campos también incluyen mandatories (obligatorios) que requieren que la trayectoria del disco esté por encima, por debajo o a un lado de una línea específica indicada por una señal.
Por tradición, los jugadores lanzan desde el tee de salida en el orden de su puntuación en el hoyo anterior, con el jugador de menor puntuación lanzando primero. La mayoría de los jugadores también siguen un código de cortesía mientras juegan, que incluye normas como permanecer fuera de la línea de visión del jugador que lanza y evitar hacer ruidos que distraigan. Dado que un disco lanzado podría lesionar a alguien, la Professional Disc Golf Association recomienda a los jugadores que «nunca lancen en una zona ciega o cuando espectadores, peatones o usuarios de las instalaciones estén a su alcance».
El juego competitivo formal se rige por las Reglas Oficiales de Disc Golf de la PDGA y el Manual de Competición de la PDGA para eventos de disc golf.

## Tipos de discos

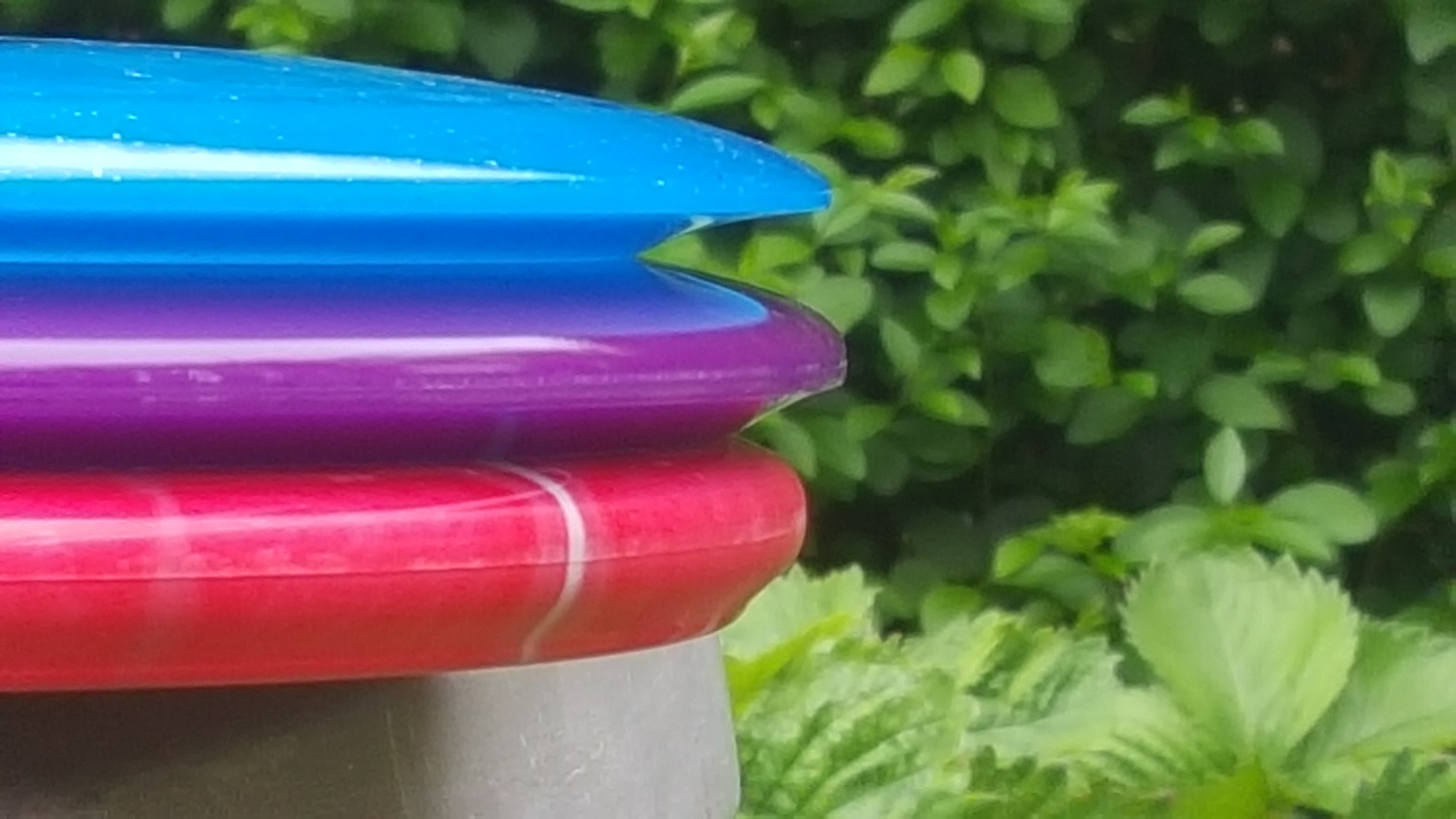
Tres discos con diferentes perfiles de borde. De arriba abajo: un driver, un rango medio y un putter.

Los discos de disc golf son más pequeños que los discos voladores ultimate o los frisbees recreativos de uso general. Suelen medir 21-22 cm de diámetro y pesar 130-180 g. Todos los discos aprobados por la PDGA miden entre 21 y 30 cm de diámetro y no pesan más de 200 gramos. Los discos utilizados para el disc golf están diseñados y moldeados para el control, la velocidad y la precisión, mientras que los discos voladores de uso general, como los que se utilizan para jugar al guts o al ultimate, tienen una forma más tradicional, similar a la de un catch disc. Hay una gran variedad de discos utilizados en el disc golf y generalmente se dividen en tres categorías: drivers, discos de rango medio y putters.

### Driver
Los drivers se reconocen por su borde agudo y biselado, y tienen la mayor parte de su masa concentrada en el borde exterior del disco en lugar de distribuida por igual en todo su perímetro. Están optimizados para la aerodinámica y diseñados para recorrer distancias largas a altas velocidades. Suelen ser lanzados por jugadores experimentados durante el tee-off y otros lanzamientos de larga distancia a la calle.
Algunas marcas de discos subdividen aún más sus drivers en diferentes categorías. Por ejemplo, Innova tiene drivers de distancia y de calle, siendo un driver de calle un intermedio entre un driver de distancia y un disco de rango medio. Discraft tiene tres categorías de drivers: Long Drivers (de larga distancia), Extra Long Drivers (de distancia extra larga) y Maximum Distance Drivers (de máxima distancia). Otro tipo de driver, menos utilizado, es el roller el cual tiene un borde diseñado para rodar en lugar de volar. (Aunque cualquier disco puede utilizarse como roller, algunos se comportan de forma bastante diferente a otros).
El récord mundial de distancia de un disco de golf fue en su día de 263,2 m, lanzado por Simon Lizotte el 25 de octubre de 2014. David Wiggins, Jr. batió el récord con una distancia de 338,00 m el 28 de marzo de 2016.

### Rango medio
Los discos de rango medio presentan un borde romo y biselado y una anchura de llanta moderada. Ofrecen más control que los drivers, pero tienen un alcance menor. Los discos de gama media se utilizan normalmente como discos de aproximación. Los jugadores principiantes suelen utilizar discos de gama media en lugar de drivers en el tee de salida, ya que requieren menos fuerza y técnica para volar recto que los drivers de mayor velocidad.

### Putter
Los putters están diseñados para volar rectos, predecibles y muy lentos en comparación con los discos de rango medio y los drivers. Suelen utilizarse para tiros ajustados y controlados cerca de la cesta, aunque algunos jugadores los utilizan para drives cortos en los que entran en juego árboles u otros obstáculos. Además, los discos de mayor velocidad no volarán correctamente sin un lanzamiento lo suficientemente rápido, por lo que un putter o un medio con menos requisitos de lanzamiento es más indulgente y se comportará de forma más regular. Los jugadores profesionales suelen llevar varios putters con distintas características de vuelo.

### Estabilidad
La estabilidad es la medida de la tendencia de un disco a inclinarse lateralmente durante su vuelo. Un disco demasiado estable tiende a inclinarse hacia la izquierda (para un lanzamiento de revés con la mano derecha), mientras que un disco poco estable tiende a inclinarse hacia la derecha (también para un lanzamiento de revés con la mano derecha). La clasificación de estabilidad de los discos varía en función del fabricante. Los discos Innova clasifican la estabilidad como giro y desvanecimiento. El giro se refiere a cómo el disco volará a alta velocidad durante el comienzo y la mitad de su vuelo, y se clasifica en una escala de +1 a -5, donde +1 es el más sobreestable y -5 es el más subestable. El desvanecimiento se refiere a cómo el disco volará a velocidades más bajas hacia el final de su vuelo, y se clasifica en una escala de 0 a 6, donde 0 tiene el menor desvanecimiento, y 6 tiene el mayor desvanecimiento. Por ejemplo, un disco con un giro de -5 y un desvanecimiento de 0 volará hacia la derecha (para diestros, lanzamiento de revés) la mayor parte de su vuelo y luego se curvará mínimamente hacia la izquierda al final. Un disco con un giro de -1 y un desvanecimiento de +3 girará ligeramente a la derecha durante la mitad de su vuelo y girará con fuerza a la izquierda a medida que se ralentiza. Estas clasificaciones se pueden encontrar en los propios discos o en el sitio web del fabricante. Discraft imprime la clasificación de estabilidad en todos los discos y también proporciona esta información en su sitio web. La estabilidad oscila entre 3 y -2 para los discos Discraft; sin embargo, las calificaciones de Discraft son más una combinación de giro y desvanecimiento con predominio del desvanecimiento.
El giro (rotación) influye poco en las fuerzas de sustentación y resistencia, pero sí en la estabilidad del disco durante el vuelo. Imagina una peonza: un ligero empujón la sacará momentáneamente de su eje de rotación, pero no se volcará porque el giro añade estabilidad giroscópica. De la misma manera, un disco volador se resiste a rodar (volcar) porque el giro añade estabilidad giroscópica. Un disco volador mantendrá su velocidad de giro aunque pierda velocidad. Hacia el final del vuelo de un disco, cuando las líneas de giro y velocidad se cruzan, un disco volador previsiblemente comenzará a desvanecerse. El grado de desvanecimiento de un disco depende de su ángulo de inclinación y de su diseño.

### Plásticos
Los fabricantes de discos utilizan decenas de tipos diferentes de plástico para fabricar sus discos. El tipo de plástico afecta a la sensación de agarre del disco, así como a su durabilidad, que a su vez afecta a su patrón de vuelo a medida que el disco se desgasta. Plásticos como DX, J-Pro, Pro-D, X-Line, D-line, retro, y R-Pro de Innova, Latitude 64°, Discmania, y Discraft son algunos de los menos duraderos, pero buenos para principiantes debido a sus precios más bajos, comparados con los plásticos de gama más alta. Plásticos como Champion, Titanium, FLX, GStar, Gold Line, Tournament Plastic, Fuzion y Star, que son los mejores ofrecidos por las mismas compañías, tienen la mejor calidad, durabilidad y vuelo comparados con los otros tipos disponibles. También hay plásticos que proporcionan funcionalidad adicional, por ejemplo, plástico que brilla en la oscuridad y plástico que permite que el disco flote en el agua. La mayoría de las empresas también ofrecen una línea de plásticos mucho más ligeros que el peso máximo de lanzamiento (normalmente llenos de burbujas de aire), lo que favorece a los principiantes o a los jugadores con menos velocidad de brazo. Los jugadores pueden preferir discos de colores brillantes para contrastar con la mayoría de los verdes y recuperar su disco más fácilmente. El proceso de producción comercial que se suele utilizar es el moldeo por inyección por su bajo coste unitario y su fiabilidad. Para la creación de prototipos y ofertas a pequeña escala, la impresión en 3D es una opción creciente con los diseños aprobados por la PDGA actualmente disponibles para su compra a empresas como NSH custom discs. Los discos impresos en 3D suelen fabricarse con plásticos diferentes a los de los métodos de producción tradicionales, utilizando las características de imprimibilidad de polímeros como el TPU o mezclas patentadas especializadas.

### Sellos
Los sellos son las ilustraciones o letras que aparecen en un disco. Los sellos pueden aparecer en la parte superior o inferior del disco. Los fabricantes de discos aplican los sellos con una máquina de estampado en caliente, normalmente con papel de aluminio. Los sellos no sólo tienen una función creativa, sino que también sirven para identificar diferentes moldes de discos.

## Estilos de lanzamiento
Aunque existen muchos agarres y estilos diferentes para lanzar el disco, hay dos técnicas básicas de lanzamiento: de revés y de derecha (o de costado). La eficacia de estas técnicas varía en función de las circunstancias. Su comprensión y dominio pueden mejorar enormemente el juego de un jugador y ofrecer diversas opciones para maniobrar el disco hacia la canasta con mayor eficacia. Muchos jugadores utilizan lo que se conoce como una carrera hacia arriba durante su impulso. Esto se practica para crear más impulso y distancia del disco hacia delante. Los estilos de lanzamiento varían de un jugador a otro, y no existe un estilo de lanzamiento estándar.
Cuando se lanzan, todos los discos caen de forma natural en una dirección determinada por el sentido de rotación del disco al soltarlo. Esta dirección se denomina hyzer, la caída natural del disco, o anhyzer, hacer que el disco caiga en contra de su patrón de vuelo natural. Para un lanzamiento de revés con la mano derecha (RHBH, ‘right-handed backhand throw’), el disco caerá naturalmente hacia la izquierda. Para un lanzamiento de derecha (RHFH, ‘right-handed forehand throw’), el disco caerá naturalmente hacia la derecha. Para un lanzamiento de revés con la mano izquierda (LHBH, ‘left-handed, backhand throw’), el disco caerá naturalmente hacia la derecha. En un lanzamiento de derecha con la mano izquierda (LHFH, ‘left-handed, forehand throw’), el disco caerá naturalmente hacia la izquierda.

### De revés
Para realizar este lanzamiento, el disco se lanza rápidamente desde la parte delantera del cuerpo y se suelta hacia un punto de mira delantero. Debido al alto nivel de giro potencial generado con esta técnica, a menudo se consigue una mayor distancia que con un lanzamiento de derecha. La potencia se crea iniciando el impulso desde los pies y permitiendo que suba por el cuerpo, las caderas y los hombros, culminando en la transferencia de energía al disco.

### De derecha
El lanzamiento de derecha o forehand se realiza sacando el disco desde atrás y parcialmente a través de la parte delantera del cuerpo: similar a un lanzamiento de brazo lateral en el béisbol. En realidad, el término sidearm (lateral) es anterior al término forehand, que parece utilizarse hoy en día como un medio más sencillo de comunicar la técnica, equiparable a un golpe de derecha en tenis.

### Lanzamientos alternativos
Los siguientes ejemplos de lanzamientos pueden utilizarse para lanzar mejor un disco cuando los dos lanzamientos comunes anteriores se verían limitados por obstáculos como arbustos, árboles, rocas o estructuras artificiales.
Estilos alternativos comunes:
- El hacha (o tomahawk). La orientación del disco es casi perpendicular al suelo durante la mayor parte del vuelo.
- El thumber (o U.D.). Lanzado por encima de la mano pero con el pulgar en la parte inferior del disco.
- El roller. Lanzado de revés o de derecha, el disco estará predominantemente en contacto con el suelo. El disco se mantiene en movimiento mientras se desplaza sobre su borde en un ligero ángulo y puede llegar muy lejos en situaciones ideales. Una vez perfeccionado, el roller es una herramienta sumamente versátil en el arsenal del golfista.
- El turbo-putt Se lanza con un putter cuando el jugador sostiene el disco en posición vertical, apoyado en el centro por el pulgar, con las puntas de los dedos fuera del borde, algo así como un camarero que sostiene una bandeja. El jugador se coloca con la pierna opuesta al brazo de lanzamiento hacia delante, estira el brazo hacia atrás y luego lo extiende hacia la canasta, lanzando el disco con un movimiento similar al de lanzar un dardo. Lo ideal es que la muñeca del lanzador no gire; el acto de seguir el disco le dará su giro.[30] El turbo-putt es un lanzamiento conocido por su precisión, pero tiene un alcance extremadamente limitado.

Otros estilos alternativos
- El béisbol o granada. Se lanza como en el revés, pero con el disco al revés. Este tiro se utiliza a menudo para subir y bajar en un tiro corto donde hay peligro de que el tiro ruede o salga fuera de los límites si se lanza demasiado lejos. Se usa principalmente en tiros cuesta abajo pero puede usarse para subir y sobrepasar. También debido al rápido giro y backspin de este tiro, a veces se utiliza para salir del bosque.
- Overhand wrist flip (o ala de pollo [origen ambiguo]). Este es un lanzamiento muy difícil y elegante con el que están familiarizados los expertos en estilo libre y los jugadores de ultimate clásico; es menos utilizado en el disc golf. Se lanza de la misma manera que la pelota de béisbol, pero dibujado en el lado lateral del cuerpo, e invirtiendo el brazo y el disco. Utilizando el pulgar como dedo de fuerza, el disco se tira desde la zona del muslo hacia atrás y hacia arriba desde detrás del cuerpo hasta por encima del hombro, soltándolo hacia un punto de mira adelantado. El disco vuela en un patrón de vuelo convencional. Para el ojo inexperto, esto parece ser un lanzamiento desgarbado. Sin embargo, es elegante y preciso. El término overhand wristflip se utiliza al menos desde 1970.

## Puntuación
El juego por golpes es el método de puntuación más utilizado en este deporte, pero existen muchas otras formas. Entre ellas se incluyen el match play, el skins, el speed golf y la elección del capitán, que en el disc golf se denomina dobles (no confundir con el juego en pareja o en equipo).
Independientemente de la forma de juego que elijan los participantes, los principales objetivos del disc golf son conceptualmente los mismos que los del golf tradicional, en el sentido de que los jugadores siguen la misma técnica de puntuación.
Términos de puntuación para un solo hoyo:
- Cóndor - Cuando un jugador está cuatro golpes bajo par, o -4.
- Albatros (o doble águila) - Cuando un jugador está tres golpes bajo par, o -3.
- Águila (o doble-birdie) - Cuando un jugador está dos golpes bajo par, o -2.
- Birdie - Cuando un jugador está un golpe bajo par, o -1.
- Par - Cuando un jugador ha tirado par, E o 0.
- Bogey - Cuando un jugador está un golpe por encima del par, o +1.
- Doble Bogey - Cuando un jugador está dos golpes por encima del par, o +2.
- Triple Bogey - Cuando un jugador está tres golpes por encima del par, o +3.

El juego de dobles es un estilo de juego único que muchos campos locales ofrecen semanalmente. En este formato, se determinan equipos de dos golfistas. A veces se hace por sorteo, y otras veces es un formato pro-am (abreviatura de Professional-Amateur, profesional-aficionado). En el campo, es un enfrentamiento de mejor disco, lo que significa que ambos jugadores lanzan su golpe de salida y luego deciden qué marca les gustaría jugar. A continuación, ambos golfistas juegan desde la misma marca, eligiendo de nuevo cuál es preferible. El World Amateur Doubles Format incluye mejor lanzamiento , lanzamiento alternativo, mejor resultado (los jugadores juegan individuales y sacan el mejor resultado del hoyo) y peor lanzamiento (ambos jugadores deben embocar el putt).

## Torneos

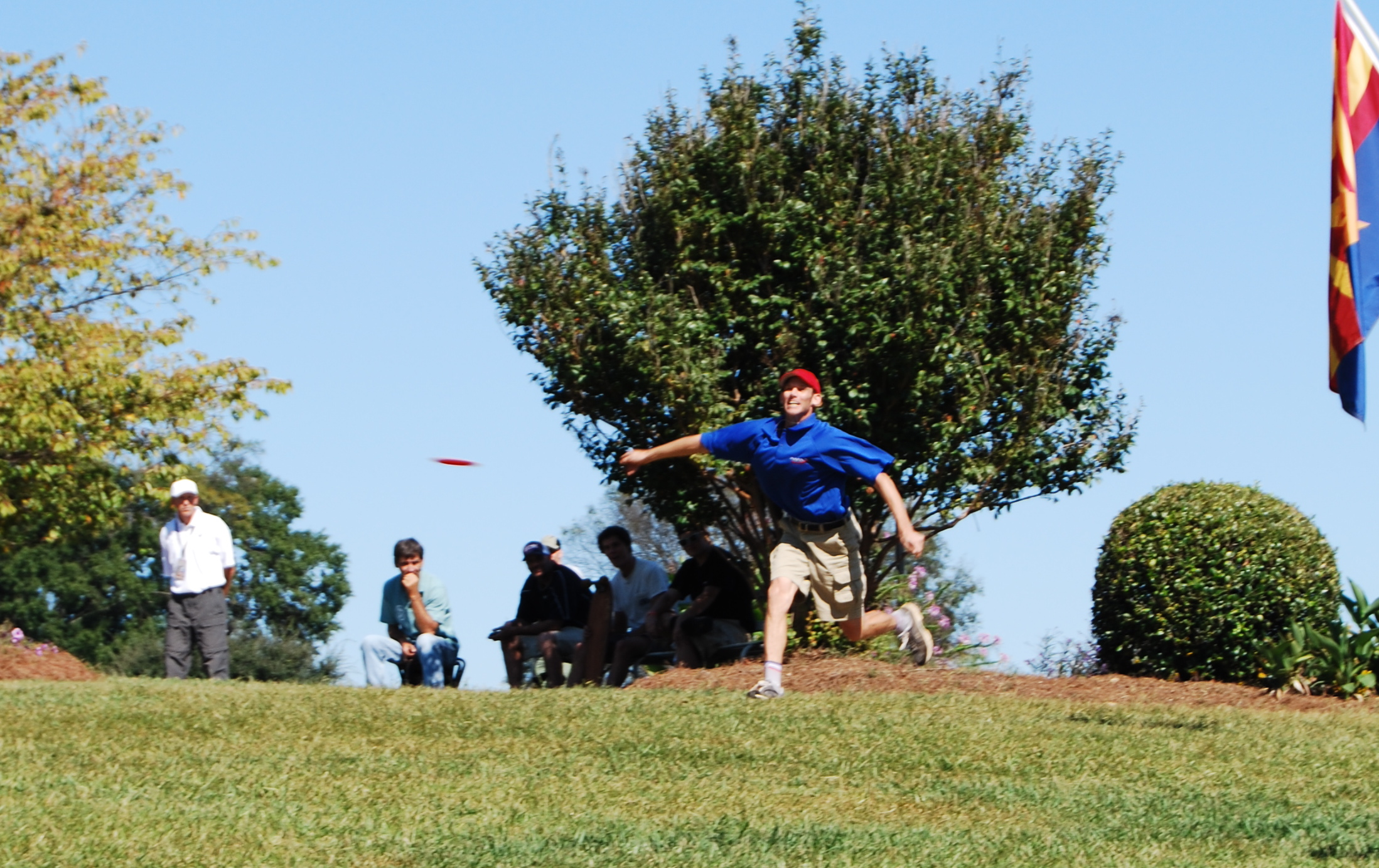
Ken Climo efectuando su salida en el hoyo 5 del USDGC 2008

Los torneos se celebran en todo el país y durante todo el año en los Estados Unidos. El calendario de torneos es comunicado a través de la Professional Disc Golf Association. La PDGA ofrece torneos internacionales, profesionales y aficionados de disc golf, además de publicar los resultados de los eventos, opiniones y otra información beneficiosa para el deporte a través de medios electrónicos e impresos. En 1982, la PDGA organizó el primer Torneo del Campeonato Mundial. Desde entonces, los Campeonatos del Mundo se han celebrado en 17 estados norteamericanos diferentes, así como en Toronto (Ontario). Uno de los mayores torneos de disc golf es el Campeonato de Estados Unidos de Disc Golf, que se celebra en octubre en Rock Hill, Carolina del Sur.
Como muestra de la sostenibilidad de este deporte durante todo el año, se celebran torneos anuales de invierno, conocidos como Ice Bowls, en campos de todo el mundo. Bajo el lema «No Wimps, No Whiners», los Ice Bowls crean colectivamente conciencia deportiva y se consideran actos benéficos que suelen beneficiar a un banco de alimentos local. El sitio web oficial informa de que los Ice Bowls de 2010 recaudaron más de 250 000 dólares y donaron más de 67 000 libras de alimentos en los 222 torneos del año. Otros torneos benéficos incluyen el torneo anual St. Jude Disc Golf Tournament, que comenzó en 2017 y ha recaudado más de 100 000 dólares para el St. Jude Children's Research Hospital.

## Popularidad

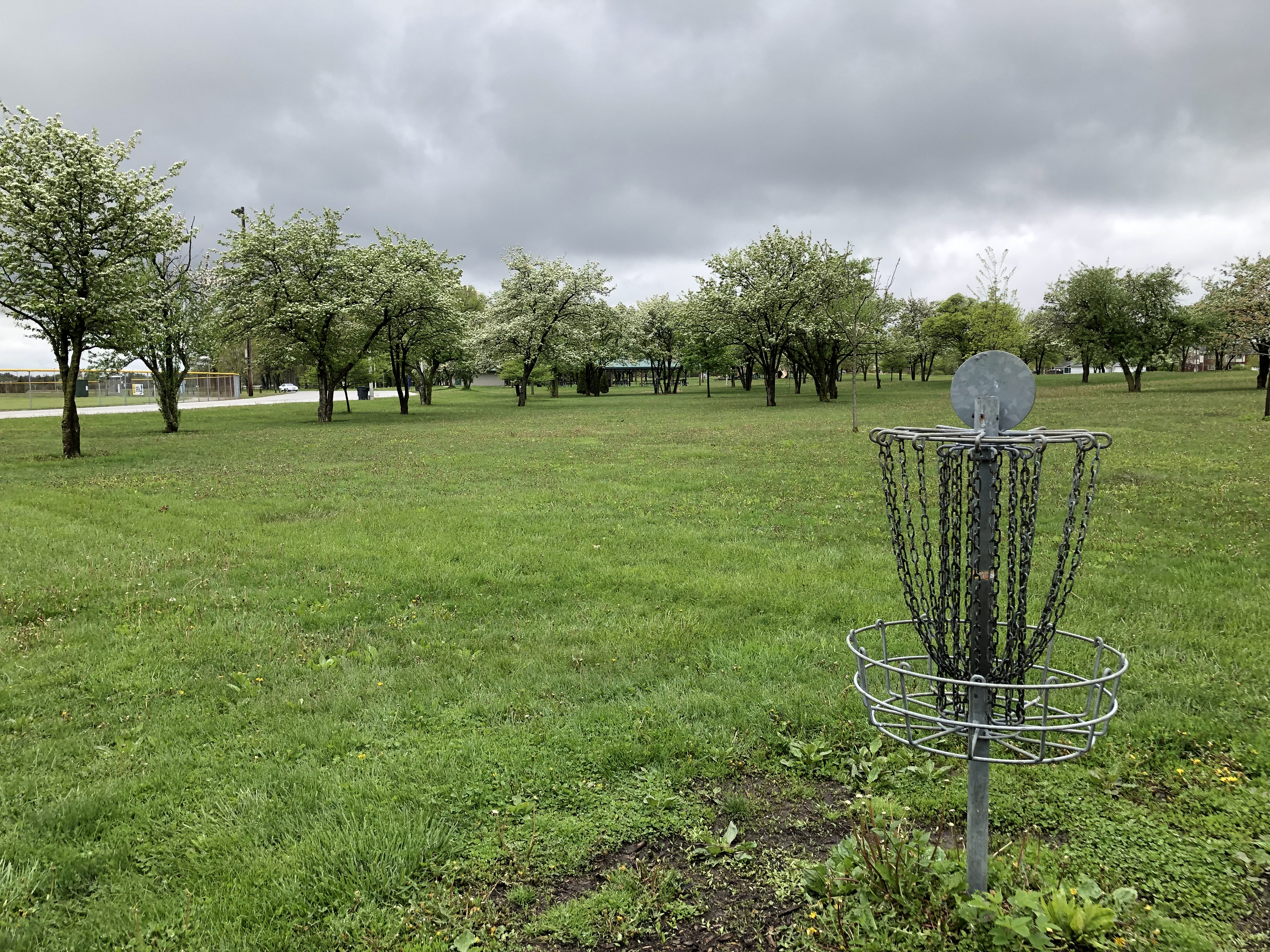
Un campo de disc golf en un parque público

El disc golf es un deporte de rápido crecimiento en todo el mundo, y es el cuarto deporte de más rápido crecimiento en Estados Unidos, por detrás de las artes marciales mixtas, el roller derby y el parkour. DGCourseReview.com, que realiza un seguimiento de los campos de todo el mundo junto con las fechas de apertura, muestra un rápido aumento de los campos permanentes instalados, con una media de más de 400 nuevos campos añadidos cada año entre 2007 y 2017. El sitio enumera 9744 campos en todo el mundo (en febrero de 2022).
Durante la pandemia de COVID-19, cuando los cierres y el distanciamiento social obligaron a la gente a evitar las reuniones en interiores, el disc golf experimentó un crecimiento significativo. Por primera vez se retransmitieron eventos televisados en CBS Sports y ESPN2.
Aunque la mayoría de los jugadores practican este deporte de forma ocasional y como aficionados, la escena del disc golf profesional también está creciendo rápidamente, y los mejores profesionales juegan a tiempo completo y se ganan la vida con las ganancias de los torneos y el patrocinio de los fabricantes de equipos. La audiencia en línea de los principales torneos y eventos ha aumentado rápidamente, con la cobertura del campeonato mundial de 2019 logrando más de 3 millones de visitas en YouTube, y un video de un albatros del profesional Philo Brathwaite ganando más de 1,4 millones de visitas.

### Cobertura posterior al evento
La creciente popularidad del disc golf puede atribuirse en gran medida al aumento de la cobertura de los eventos del circuito profesional, disponibles gratuitamente en YouTube. Jomez Productions, Gatekeeper Media y Gk Pro graban los eventos el mismo día y los emiten a la mañana siguiente. A menudo, estos vídeos pueden tener un alcance de hasta 200.000 espectadores. La cobertura de Jomez de la ronda final de los Campeonatos del Mundo de 2019 cuenta con más de 5,5 millones de visualizaciones en Youtube. En la temporada 2020, Jomez Productions y el Disc Golf Pro Tour llegaron a un acuerdo con CBS Sports y ESPN 2 para emitir la cobertura de postproducción de un torneo en cada cadena. El Dynamic Discs Open se emitió en CBS Sports, y el campeonato del Disc Golf Pro Tour se volvió a emitir en ESPN2 el 24 de noviembre de 2020. Con 225 000 espectadores, fue el programa más visto de la cadena ese día.

### Mujeres en eldisc golf
Aunque hay más jugadores que jugadoras, la Women's Disc Golf Association existe para animar a las jugadoras y organizar torneos femeninos. Una encuesta de la PDGA de 2020 afirma que de sus 71 016 miembros activos, 4752 son mujeres.

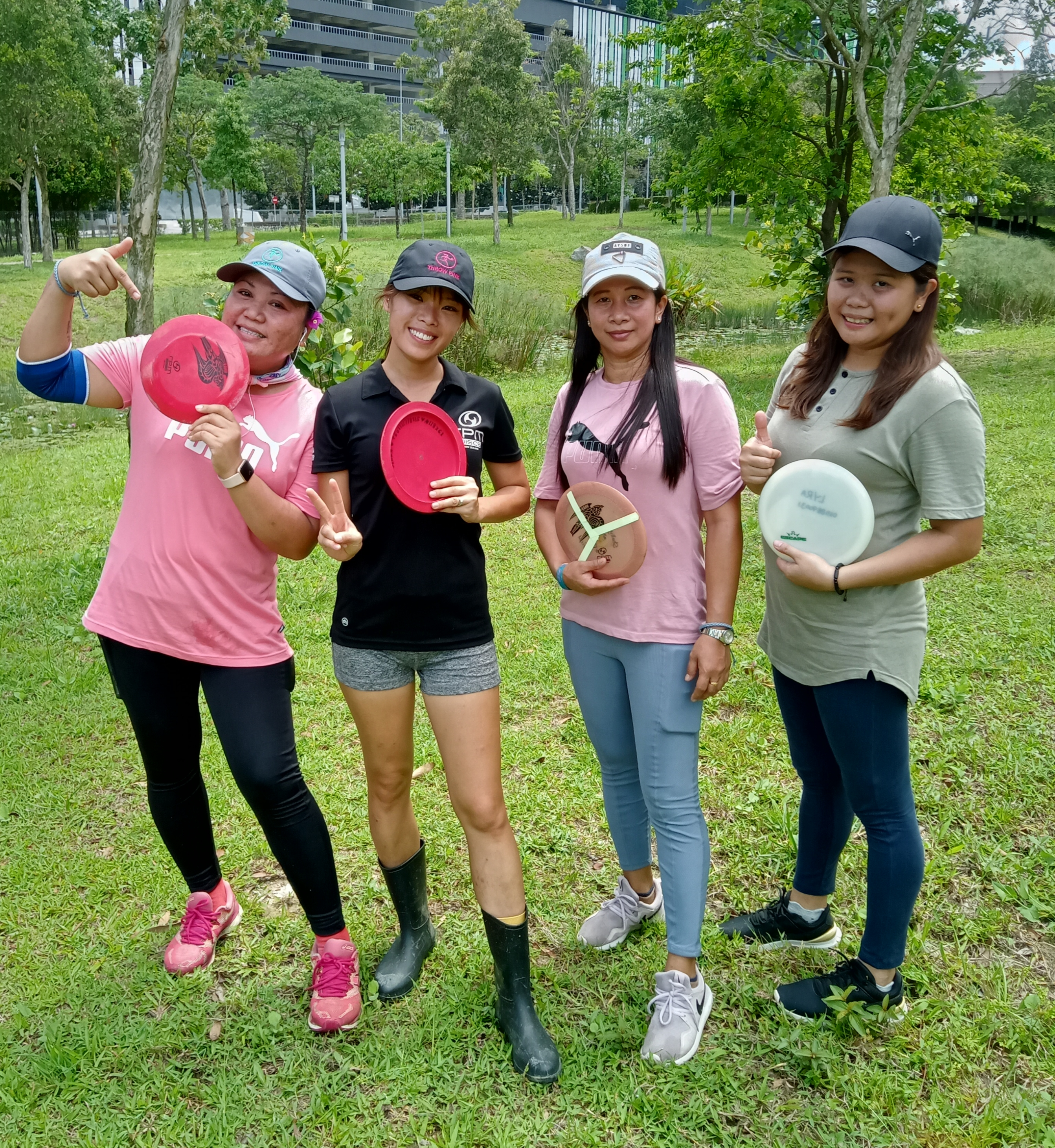
Mujeres en el evento WGE de 2021 en Malasia

Varias empresas han puesto en marcha programas y sitios web para ayudar a atraer a las mujeres a este deporte. El Comité Femenino de la PDGA está «dedicado a atraer, fomentar y retener la participación femenina en los eventos organizados de disc golf». El Comité Femenino de la PDGA batió récords históricos el 12 de mayo de 2012 al organizar el Evento Global Femenino Inaugural que atrajo a 636 jugadoras de 24 estados y 4 países. A partir de 2014, el Women's Global Event debía celebrarse cada dos años, con la esperanza de aumentar el número de participantes. El Evento Mundial Femenino de 2021 contó con 99 torneos inscritos que se extendieron por todo el mundo, desde Minnesota hasta Malasia, con una participación combinada de 3224 mujeres que compitieron en 23 divisiones diferentes de la PDGA.
También hay empresas de disc golf, como Disc-Diva, que se han centrado principalmente, aunque no exclusivamente, en las mujeres en este deporte, promocionando accesorios orientados a ellas y utilizando eslóganes como «Desearías lanzar como una chica». Sassy Pants es otro grupo que se centra en conseguir una mayor participación de las mujeres en el deporte, abogando por el patrocinio de mujeres para que participen en torneos.
Los equipos femeninos de disc golf participan en el Campeonato Nacional Universitario de Disc Golf, y el equipo femenino del estado de Misisipi fue el campeón inaugural.

## Salón de la fama deldisc golf
Miembros:
| Año  | Miembros del Salón de la fama del disc golf | Miembros del Salón de la fama del disc golf | Miembros del Salón de la fama del disc golf | Miembros del Salón de la fama del disc golf | Miembros del Salón de la fama del disc golf |
| ---- | ------------------------------------------- | ------------------------------------------- | ------------------------------------------- | ------------------------------------------- | ------------------------------------------- |
| 1993 | Vanessa Chambers                            | Dave Dunipace                               | Ed Headrick                                 | Tom Monroe                                  |                                             |
| 1993 | Jim Palmeri                                 | Dan Roddick                                 | Ted Smethers                                |                                             |                                             |
| 1994 | Harold Duvall                               | Nobuya Kobayashi                            | Darrell Lynn                                | Dan Mangone                                 |                                             |
| 1994 | Doug Newland                                | Snapper Pierson                             | Lavone Wolfe                                |                                             |                                             |
| 1995 | Ken Climo                                   | John David                                  | David Greenwell                             | Johnny Roberts                              |                                             |
| 1995 | Dr. Rick Voakes                             |                                             |                                             |                                             |                                             |
| 1996 | Mike Conger                                 | Patti Kunkle                                | Rick Rothstein                              |                                             |                                             |
| 1997 | Steve Slasor                                | Elaine King                                 | Jim Kenner                                  |                                             |                                             |
| 1998 | Gregg Hosfeld                               | John Houck                                  | Carlton Howard                              |                                             |                                             |
| 1999 | Sam Ferrans                                 | Steve Wisecup                               | Tim Selinske                                |                                             |                                             |
| 2000 | Tom Schot                                   | Royce Racinowski                            |                                             |                                             |                                             |
| 2001 | Stan McDaniel                               | Johnny Sias                                 |                                             |                                             |                                             |
| 2002 | Alan Beaver                                 | Gary Lewis                                  |                                             |                                             |                                             |
| 2003 | Mark Horn                                   | Brian Hoeniger                              | Dr. Stancil Johnson                         |                                             |                                             |
| 2004 | Derek Robins                                | Geoff Lissaman                              | Johnny Lissaman                             | Marty Hapner                                |                                             |
| 2005 | Mats Bengtsson                              | Sylvia Voakes                               |                                             |                                             |                                             |
| 2006 | Chuck Kennedy                               | Kozo Shimbo                                 |                                             |                                             |                                             |
| 2007 | Fred Salaz                                  | Michael Travers                             |                                             |                                             |                                             |
| 2008 | Dan Ginnelly                                | Juliana Korver                              |                                             |                                             |                                             |
| 2009 | Crazy John Brooks                           | Lynne Warren                                | Michael Sullivan                            |                                             |                                             |
| 2010 | Charlie Callahan                            | Tomas Ekstrom                               | Brian Cummings                              |                                             |                                             |
| 2011 | Don Hoffman                                 | Joe Feidt                                   | Brent Hambrick                              |                                             |                                             |
| 2012 | Tim Willis                                  | Jeff Homburg                                | Bob Gentil (New Zealand)                    |                                             |                                             |
| 2013 | Barry Schultz                               | Becky Zallek                                | Jim Challas                                 | Ken Westerfield                             |                                             |
| 2014 | Don Wilchek                                 | Jim Oates                                   | Italian Victor Parra                        |                                             |                                             |
| 2015 | Gail McColl                                 | Anni Kreml                                  | J Gary Dropcho                              |                                             |                                             |
| 2016 | Joseph Mela                                 | Ace Mason                                   | Tita Ugalde                                 |                                             |                                             |
| 2017 | John Bird                                   | Des Reading                                 | Brian Graham                                |                                             |                                             |
| 2018 | Andi Young                                  | Jay Reading                                 | George Sappenfield                          |                                             |                                             |
| 2019 | Eric Marx                                   | Mitch McClellan                             |                                             |                                             |                                             |
| 2020 | Jesper Lundmark                             | Cliff Towne                                 | Al Speedy Guerrero                          | Bob Harris                                  | Valarie Jenkins-Doss                        |
| 2021 | Jared White Bear Owens                      |                                             |                                             |                                             |                                             |

## Asociaciones dedisc golf
| Est. | Nombre | Siglas                                          | Ubicación                       | Región               | Alcance       |
| ---- | --- | ----------------------------------------------- | ------------------------------- | -------------------- | ------------- |
| 1976 | Asociación Profesional de Disc Golf (en inglés: Professional Disc Golf Association)                                             | (en inglés: PDGA)                               | Appling, Georgia                | Estados Unidos       | Internacional |
| 1977 | Federación Francesa de Flying Disc (en francés: Fédération Française de Flying Disc; Fédération Flying Disc France)             | (en francés: FFFD y FFDF)                       | Poissy                          | Francia              | Nacional      |
| 1986 | Asociación Suiza de Disc Golf (alemán estándar suizo: Schweizer Disc Golf Verband; en francés: Association suisse de disc golf) | (alemán estándar suizo: SDGV; en francés: ASDG) | Reichenbach im Kandertal, Berna | Suiza                | Nacional      |
| 1997 | Asociación de Disc Golf de Maui (en inglés: Maui Disc Golf Association)                                                         | (en inglés: MDGA)                               | Lahaina, Hawái                  | Hawái                | Estadal       |
| 1998 | Asociación Finlandesa de Disc Golf (en finés: Suomen frisbeegolfliitto)                                                         | (en finés: SFL)                                 |                                 | Finlandia            | Nacional      |
| 2011 | Asociación Checa de Disc Golf (en checo: Česká asociace discgolfu)                                                              | (en checo: ČADG)                                | Praga                           | República Checa      | Nacional      |
| 2013 | Asociación de Disc Golf de Regina (en inglés: Regina Disc Golf Association)                                                     | (en inglés: RDGA)                               | Regina, Saskatchewan            | Regina, Saskatchewan | Ciudad        |
| 2014 | Asociación Estonia de Disc Golf (en estonio: Eesti Discgolfi Liit)                                                              | (en estonio: EDGL)                              | Pärnu                           | Estonia              | Nacional      |
| 2016 | Asociación Sueca de Disc Golf (en sueco: Svenska Discgolfförbundet)                                                             | (en sueco: SDGF)                                | Gotemburgo                      | Suecia               | Nacional      |